# Danelle Umstead
Danelle D’Aquanni Umstead (* 15. Februar 1972) ist eine US-amerikanische Skirennläuferin und Behindertensportlerin.
Sie ist Teil des Paralympics-Teams der USA. Sie startete in Slalom, Riesenslalom, Abfahrt, Super-G und Kombination bei den Winter-Paralympics 2010 in Vancouver, mit ihrem Mann Rob Umstead als ihrem Begleitläufer. Sie gewannen in Abfahrt und Kombination die Bronzemedaille. Sie nahm auch an den Winter-Paralympics 2014 in Sotschi teil und gewann eine Bronzemedaille in der Super-Kombination. Bei den Winter-Paralympics 2018 in Pyeongchang nahm sie in den Disziplinen Abfahrt, Slalom, Riesenslalom, Super-G, und Super-Kombination teil.
Sie hat eine genetisch bedingte Augenerkrankung namens Retinopathia pigmentosa.
Am 12. September 2018 wurde Umstead als eine der Prominenten der 27. Staffel von Dancing with the Stars angekündigt. Ihr professioneller Partner ist Artem Chigvintsev.